# Vladislav Tkachiev
Vladislav Tkachiev (en russe : Владислав Иванович Ткачёв, Vladislav Ivanovitch Tkatchyov), né le 9 novembre 1973 à Moscou, est un joueur d'échecs russe d'origine kazakhe, naturalisé français en 2006.
Au 1er décembre 2016, il a un classement Elo de 2660 points, ce qui en fait le 4e joueur français.

## Biographie et carrière
Né à Moscou, Vladislav Tkachiev s'en va vivre au Kazakhstan en 1982 avec ses parents et apprend à jouer aux échecs à l’âge de 10 ans. En 1985, il gagne le championnat jeunes du Kazakhstan.

### Années 1990
En 1992, il représente le Kazakhstan à l'Olympiade d'échecs à Manille. En 1993, il devient maître international et, en 1995, grand maître international. En 1996, il va vivre en France à Cannes et devient un joueur français après sa naturalisation au printemps 2006.
Victoires importantes :
- Oakham 1993 ;
- Cannes 1996 et 1999 ;
- l'open de l'île de Man  en 1996 ;
- le championnat open de Paris en 1997 ;
- Makarska 1997.

#### Matchs
En 1999, Vladislav Tkachiev gagne face à Alberto David sur le score de 6 points à 2 (+4 =4) et bat John van der Wiel (7 - 3) (+5 =4 -1).
En 2000, à Cannes, il fait match nul contre Jeroen Piket (4 - 4) (+2 =4 -2).

### Années 2000
En 2005, il atteint les demi-finales du Championnat de Russie.

#### Champion de France
Résidant désormais en France, il remporte le championnat de France d'échecs de 2006, succédant ainsi à Joël Lautier.  En 2009, il remporte pour la seconde fois le championnat de France.
En septembre 2009, il crée un incident à l'Open de Calcutta : visiblement sous l'empire de l'alcool, il s'endort sur l'échiquier et est déclaré perdant. Auparavant, à l'Olympiade de Dresde en 2008, il ne s'était pas présenté devant l'échiquier à la dernière ronde,.

#### Vainqueur de la coupe d'Europe
En 2005 et 2006, Tkachiev remporte la coupe d'Europe des clubs d'échecs avec l'équipe russe de Tomsk-400.

#### Champion d'Europe
En 2007, il devient champion d'Europe, covainqueur du tournoi et vainqueur lors des départages contre Ivan Cheparinov, Dmitri Iakovenko et Emil Sutovsky.

#### Championnats du monde de la Fédération internationale
| Année | Lieu      | Résultat                            | Ultime adversaire     | Adversaires battus                                          |
| ----- | --------- | ----------------------------------- | --------------------- | ----------------------------------------------------------- |
| 1997  | Groningue | quatrième tour (huitième de finale) | Boris Guelfand        | Aleksandr Fominykh, Valeri Salov, Lembit Oll                |
| 1999  | Las Vegas | deuxième tour                       | Jordi Magem Badals    | Alejandro Hoffman                                           |
| 2000  | New Delhi | quart de finale                     | Aleksandr Grichtchouk | Alexandre Le Siège, Rustam Qosimjonov Aleksandr Morozevitch |
| 2001  | Moscou    | troisième tour                      | Viswanathan Anand     | Hicham Hamdouchi, Nguyễn Anh Dũng                           |
| 2004  | Tripoli   | troisième tour                      | Leinier Domínguez     | Yuri Shulman, Alexander Graf                                |

#### Coupes du monde
| Année | Lieu                             | Résultat       | Ultime adversaire     | Adversaires battus |
| ----- | -------------------------------- | -------------- | --------------------- | ------------------ |
| 2000  | New Delhi                        | 3e du groupe D |                       | Mohamed Tissir     |
| 2007  | Khanty-Mansiïsk (coupe du monde) | deuxième tour  | Ivan Chéparinov       | Csaba Balogh       |
| 2009  | Khanty-Mansiïsk (coupe du monde) | deuxième tour  | Aleksandr Grichtchouk | Lê Quang Liêm      |

### Années 2010
En 2013, il fait partie de l'équipe de France d'échecs qui termine vice-championne d'Europe par équipe à Varsovie ; il joue au quatrième échiquier.
En 2016, il remporte le championnat de France d'échecs par équipe avec le club de Clichy.
À la suite de cette victoire, Tkachiev met un terme à sa carrière de joueur professionnel et n'a plus disputé de parties depuis. Il devient secondant, entre autres, du triple champion du monde de blitz, Aleksandr Grichtchouk et de la vice-championne du monde 2018, Kateryna Lagno.
Depuis 2016, Vladislav Tkachiev intervient régulièrement sur les chaînes YouTube et Twitch Blitzstream, animées par Kevin Bordi. Il intervient notamment en tant que commentateur lors du championnat du monde d'échecs 2023.

## Une partie
Tkachiev-Bacrot, Enghien-les-Bains, 2001,
1. d4 d5 2. c4 c6 3. Cc3 Cf6 4. e3 e6 5. Cf3 Cbd7 6. Fd3 dxc4 7. Fxc4 b5 8. Fd3 a6 9. e4 c5 10. e5 cxd4 11. Cxb5 Cxe5 12. Cxe5 axb5 13. 0-0 Dd5 14. De2 Fa6 15. Fg5 Fe7 16. f4 0-0 17. Tf3 Fb7 18. Tg3 Tfc8 19. Fxh7+!! Rf8 20. Fh6!! gxh6 21. Dh5!! Re8 22. Dxf7+ Rd8 23. Tg7 Dc5 24. h3 Txa2 25. Td1 Dd6 26. Cg6 Txb2 27. Cxe7 Txg2+ 28. Txg2 Fxg2 29. Dxf6 Dxe7 30. Dxe7+ Rxe7 31. Rxg2 Tc4 32. Fd3 Tc5 33. Rf3 Th5 34. Ff1 Td5 35. Re4 Rf6 36. Tb1 d3 37. Fxd3 Th5 38. Ff1 e5 39. Txb5 Th4 40. Tb6+ 1-0.

## Style

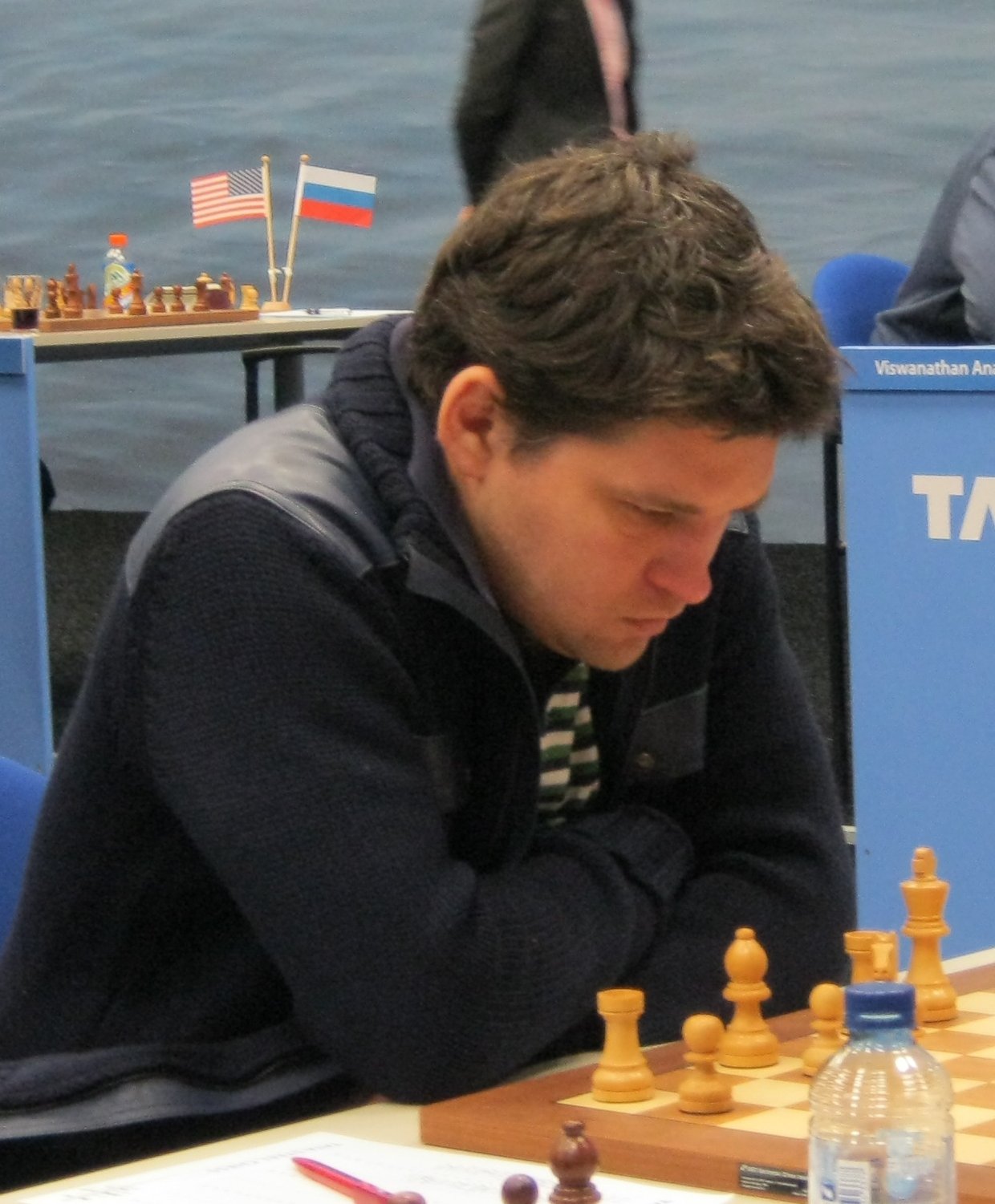
Vladislav Tkachiev en 2011 lors du tournoi Tata Steel de Wijk aan Zee.

Vladislav Tkachiev est un spécialiste du jeu en parties éclair, ce qui lui vaut le surnom de Mister Blitz ; il est un redoutable attaquant[réf. nécessaire].